# آرامگاه هادی هادوی
آرامگاه هادی هادوی مربوط به اواخر دوره قاجار -اوایل دوره پهلوی است و در بیرجند، واقع در قبرستان واقع شده و این اثر در تاریخ ۱۰ مهر ۱۳۸۰ با شمارهٔ ثبت ۴۱۳۹ به‌عنوان یکی از آثار ملی ایران به ثبت رسیده است.